# Baloči
Baloči este un sat din municipiul Podgorica, Muntenegru. Conform datelor de la recensământul din 2003, localitatea are 42 de locuitori (la recensământul din 1991 erau 64 de locuitori).

## Demografie
În satul Baloči locuiesc 35 de persoane adulte, iar vârsta medie a populației este de 45,7 de ani (48,1 la bărbați și 44,3 la femei). În localitate sunt 15 gospodării, iar numărul mediu de membri în gospodărie este de 2,80.
|  |

| Demografie | Demografie | Demografie |
| An         | Locuitori  | Locuitori  |
| ---------- | ---------- | ---------- |
|            |            |            |
|            |            |            |
|            |            |            |
|            |            |            |
| 1948       | 243        |            |
| 1953       | 242        |            |
| 1961       | 192        |            |
| 1971       | 122        |            |
| 1981       | 111        |            |
| 1991       | 64         | 64         |
| 2003       | 42         | 42         |

| \| Componența etnică conform recensământului din 2003[2] \| Componența etnică conform recensământului din 2003[2] \| Componența etnică conform recensământului din 2003[2] \| Componența etnică conform recensământului din 2003[2] \| Componența etnică conform recensământului din 2003[2] \| \| ----------------------------------------------------- \| ----------------------------------------------------- \| ----------------------------------------------------- \| ----------------------------------------------------- \| ----------------------------------------------------- \| \| \| \| \| \| \| \| Muntenegreni \| Muntenegreni \| \| 34 \| 80,95% \| \| Sârbi \| Sârbi \| \| 8 \| 19,04% \| \| necunoscută \| necunoscută \| \| 0 \| 0% \| |              |  |    |        |
| Componența etnică conform recensământului din 2003 |              |  |    |        |
| |              |  |    |        |
| Muntenegreni | Muntenegreni |  | 34 | 80,95% |
| Sârbi | Sârbi        |  | 8  | 19,04% |
| necunoscută | necunoscută  |  | 0  | 0%     |